# Josef Zíma

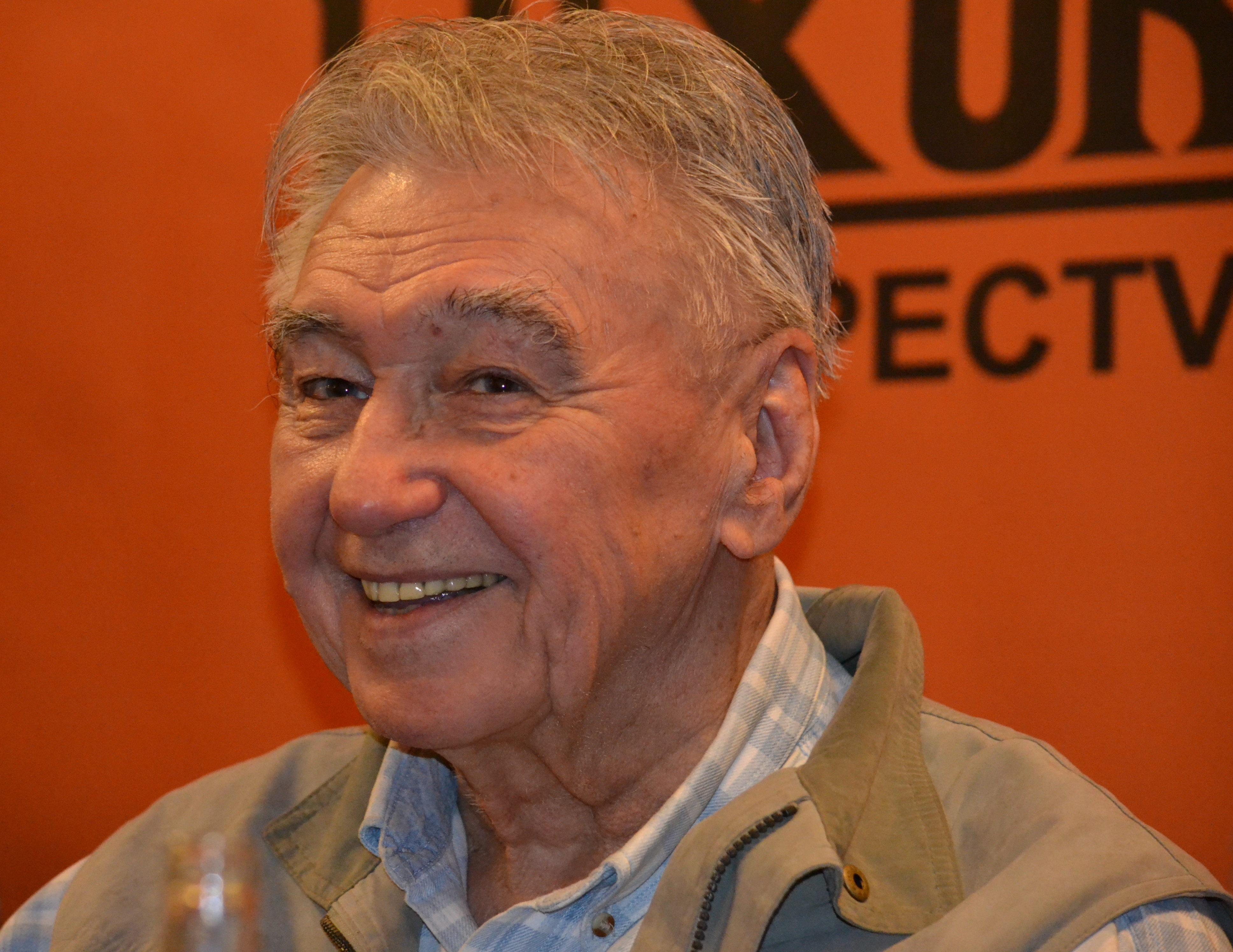
Josef Zíma (2013)

Josef Zíma (* 11. Mai 1932 in Prag, Tschechoslowakei; † 6. März 2025) war ein tschechischer Filmschauspieler, Schlagzeuger, Sänger und Moderator. Neben der Popmusik war er als tschechischer Blaskapellensänger bekannt.

## Leben
Bei dem tschechischen Label Supraphon hat er zahlreiche Tonträger veröffentlicht, darunter 2007 das Album „Pop galerie“ und 1967 den Sampler „Po starých zámeckých schodech – písničky Karla Hašlera“.
Bei der Filmdatenbank IMDb sind für ihn mehr als 20 Beteiligungen an Filmen und Serien als Schauspieler hinterlegt. Dem deutschsprachigen Fernsehpublikum ist er insbesondere durch die Rolle des Prinzen Radovan in dem Märchenfilm Die Prinzessin mit dem goldenen Stern bekannt.

## Privates
Er war der Ehemann der Schauspielerin Eva Klepáčová.
Am 6. März 2025 starb Josef Zíma im Alter von 92 Jahren.

## Filmografie (Auswahl)
- 1957: Seine Karriere
- 1958: Stenata
- 1958: Ausgerechnet die Oma
- 1959: Die Prinzessin mit dem goldenen Stern
- 1959: Die Wassernixe
- 1967: Altprager Melodien